# Yann Guyot
Yann Guyot (* 26. Februar 1986 in Brest) ist ein französischer Radrennfahrer.

## Sportliche Laufbahn
2008 und 2009 gewann Yann Guyot jeweils Etappe beim Circuit des Plages Vendéennes. 2008 entschied er die U23-Austragung des Grand Prix Plouay für sich und wurde Zweiter der Nachwuchswertung der Tour de Normandie. 2010 gewann er den Circuit du Morbihan und La Roue Tourangelle.
2014 gewann Guyot eine Etappe Tour de Bretagne sowie den Grand Prix des Marbriers, 2015 eine Etappe der Tour du Loir-et-Cher. Zudem wurde er 2014 französischer Straßenmeister der Elite ohne Vertrag. 

## Erfolge
2010
- La Roue Tourangelle

2014
- eine Etappe Tour de Bretagne
- Französischer Meister – Straßenrennen (Amateure)
- Grand Prix des Marbriers

2015
- eine Etappe Tour du Loir-et-Cher

## Teams
- 2015 Équipe Cycliste de l’Armée de terre
- 2016 Armée de terre
- 2017 Armée de terre